# Chloropète aquatique
Calamonastides gracilirostris, Calamonastides
Genre
Espèce
Synonymes
- Chloropeta gracilirostris Ogilvie-Grant, 1906[2]

Statut de conservation UICN

 VU A2c+3c+4c : Vulnérable
Le Chloropète aquatique (Calamonastides gracilirostris), unique représentant du genre monotypique Calamonastides, est une espèce d'oiseaux d'Afrique de la famille des Acrocephalidae. C'est l'une des espèces qualifiées d'endémique du papyrus.

## Systématique
L'espèce Calamonastides gracilirostris a été initialement décrite en 1906 par William Robert Ogilvie-Grant sous le protonyme de Chloropeta gracilirostris.
Le COI ne reconnait qu'une cette seule espèce sous le genre Calamonastides.

## Morphologie
Le Chloropète aquatique est un oiseau de petite taille (14 cm) avec le dos de couleur brun-olive à brun-roux et le ventre jaune avec des nuances olive sur le poitrail et les flancs.

## Comportement

### Alimentation
Cet oiseau se nourrit de petits insectes.

## Répartition et habitat

### Sous-espèces et répartition
D'après Alan P. Peterson, il existe les deux sous-espèces suivantes :
- Chloropeta gracilirostris gracilirostris (Ogilvie-Grant, 1906) — de part et d'autre du lac Victoria
- Chloropeta gracilirostris bensoni (Amadon, 1954) — embouchure de la Lwapula en Zambie, et peut-être dans les zones adjacentes de la RDC[4].

### Habitat
Plus souvent entendu que vu, cet oiseau est généralement observé seul ou en couple dans les marais et marécages, ou en bordure des grands lacs africains. Il se trouve le plus souvent dans la partie sommitale des papyrus, et occasionnellement dans les roseaux.

## Le Chloropète aquatique et l'Homme

### Statut et préservation
Cette espèce est menacée par la disparition de son habitat, due au drainage des zones marécageuses, à l'expansion démographique, à l'envahissement des marais par la Jacinthe d'eau et par la destruction des papyrus par les humains et les incendies. Des actions visant à protéger les marais à papyrus sont en cours au Rwanda et sur la partie kényane du lac Victoria.
Sa population, qui est en déclin, est estimée à moins de 10 000 individus, sur une aire de répartition très morcelée, ce qui justifie le classement de cette espèce par l'IUCN dans la catégorie VU C2a (vulnérable).

### Philatélie
La Zambie a émis un timbre à l'effigie de cet oiseau en 1988.

#### Photos et vidéos
- Photo de Calamonastides gracilirostris sur le site African Bird Club
- Galerie photo sur ARKive
- Vidéo sur IBC (C. g. gracilirostris, Ouganda)